# 匏杓崙
匏杓崙，是台灣宜蘭縣礁溪鄉的一個傳統地域名稱。位於該鄉西南部。相較於今日行政區，其範圍大致與匏崙村相近。

## 歷史
台灣清治末期，匏杓崙地區為一街庄，稱為「匏杓崙庄」，隸屬於四圍堡。該庄東北及東與大陂庄為鄰、南及西南與二結庄為鄰，西北邊為蕃地。
1901年（日治明治三十四年）11月，廢縣廳改設二十廳，該庄隸屬於宜蘭廳，編入第二區。1905年（明治三十八年）7月，該區改名「四圍區」。1909年（明治四十二年）10月，合併二十廳為十二廳，該庄仍隸屬於宜蘭廳。1920年（大正九年），廢十二廳改設五州二廳，該庄改制為「匏杓崙」大字，隸屬於臺北州宜蘭郡礁溪庄。
戰後礁溪庄改制為礁溪鄉，隸屬於臺北縣，大字亦改制為村。1950年10月，北、基、宜分治，礁溪鄉改隸屬於宜蘭縣。

## 聚落
本地區發展較早的聚落為匏杓崙，在日治期初期的官方地圖上已有記載。此外，本地區尚有蛇子崙、小礁溪等聚落。

## 交通
鄉道宜5線（梅洲二路）是湯圍至結頭份的道路，大致以東南東—西北西走向經過匏杓崙地區南部邊界外不遠處。由該道路向東南東轉東南再轉東北可前往大坡龍潭、四結、柴圍、林尾、得子口、湯圍並止於中山路二段（省道台9線舊線）路口，向西北西轉南南西可前往枕頭山、結頭分西北部、內員山並止於省道台7丁線路口。
鄉道宜5-2線（無名道路、大坡路二段）是龍潭湖至慶和的道路，大致以東北—西南走向到達本地區東部邊界南端，轉東南沿東部邊界而行至出東南邊界點。由該道路向東北轉北北西可前往龍潭湖西南側環河路路口，向東南行至梅洲一路轉西南，可前往二結地區慈航路轉東南過宜蘭河慶和橋後止於宜蘭市區環河路路口。

## 學校
- 龍潭國小匏崙分校